# Kripton
Kriptonul (simbol - Kr) este un element chimic monoatomic din grupa gazelor nobile, perioada a 4-a, care ocupă poziția 36 în tabelul periodic al elementelor. Este un element nereactiv, ca și celelalte gaze nobile, formând un singur compus cunoscut, fluorura de kripton (KrF2). Este un gaz rar, existând în atmosferă, o parte la 670.000. Se obține din distilarea fracționată a aerului lichid, și în stare pură este inodor și incolor.
Este utilizat la tuburile fluorescente și la lumina stroboscopică, în aeroporturi, precum și la lămpile aparatelor foto sau la lasere.

## Istoric

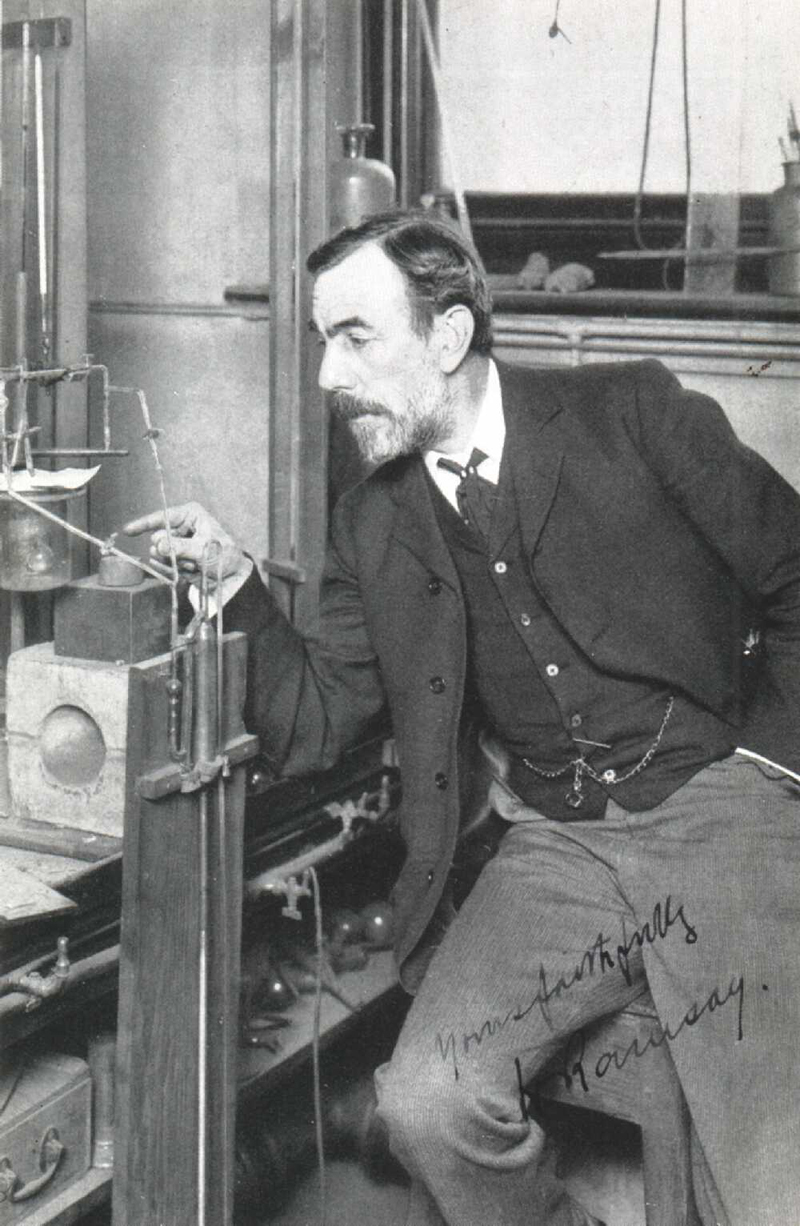
Sir William Ramsay, chimistul care a descoperit kriptonul

Kriptonul a fost descoperit în anul 1898 în Marea Britanie de Sir William Ramsay, un chimist scoțian și Morris Travers, un chimist englez, în reziduul rămas după evaporarea aproape a tuturor componentelor aerului lichid. Neonul a fost descoperit printr-o procedură similară de aceeași oameni doar peste câteva săptămâni. William Ramsay a fost distins cu Premiul Nobel pentru Chimie în anul 1904 pentru descoperirea unei serii de gaze nobile, inclusiv kriptonul.